# Gjakova distrikt
Gjakova distrikt (albanska: Rajoni i Gjakovës, serbiska: Đakovički okrugär)  är ett distrikt i Kosovo. Det ligger i den sydvästra delen av landet och dess centralort är Gjakova. Antalet invånare är 196 867.
Terrängen i Gjakova distrikt är huvudsakligen platt.
Gjakova distrikt delas in i:
- Deçani
- Gjakova
- Rahovec
- Junik